# Запис Вуловића орах (Мотрић)
Запис Вуловића орах (Мотрић) се налази на парцели чији је власник ЈП "Путеви Србије".

## Локација
| Општина             | Рековац                                                                     |
| Катастарска општина | Мотрић                                                                      |
| Потес               | Присоје                                                                     |
| Координате          | 43° 49′ 10″ С; 21° 04′ 43″ И / 43.819499999999998° С; 21.078700000000001° И |
| Надморска висина    | 350m                                                                        |

## Карактеристике
Дендрометријске вредности утврђене на терену и сателитским снимцима:
| Стабло                     | Орах |
| Висина стабла              | m    |
| Обим дебла                 | m    |
| Пречник крошње             | 6m   |
| Пречник дебла              | m    |
| Висина дебла до прве гране | m    |

## База записа
Запис је у оквиру Викимедија пројекта "Запис - Свето дрво" заведен под редним бројем 0217.